# Herr Mannelig
Herr Mannelig è una ballata svedese in stile medievale. L'epoca di composizione è incerta.

## Trama e storia
Per quanto ne sappiamo la ballata di Herr Mannelig è stata stampata per la prima volta nel 1877 in una raccolta di canzoni popolari, divisa in diversi volumi, della contea svedese del Södermanland. La lingua della canzone Herr Mannelig non è il Fornsvenska (norreno/svedese), ma piuttosto una forma del successivo Nysvenska (nuovo svedese), iniziata all'epoca di Gustav Vasa e poi evoluta in Nusvenska, la lingua svedese contemporanea. Alcune incongruenze nella struttura linguistica evidenziano che nel testo sono comprese parole dello svedese moderno e dello svedese contemporaneo. Pertanto, la lingua della canzone che ci è pervenuta potrebbe corrispondere all'incirca a quella che si parlava in Svezia e, in particolare, nella Svezia centrale, alla fine del XVIII secolo, sebbene con occasionali sfumature arcaiche. Finora, non ci sono prove che la ballata esistesse già nella Svezia medievale, cioè prima del 1521.
Il titolo originario era Bergatrollets frieri (La proposta della strega dei monti). La canzone, nella raccolta del 1877, porta l'indicazione di origine "dalla parrocchia di Lunda", nel comune di Nyköping in Södermanland. I due paesi, ovvero Tillö e Ternö, menzionati nella quarta strofa della canzone, si trovano anch'essi nel sud di quella regione. Il terzo volume della raccolta contiene una variante di Bergatrollets frieri che si intitola Skogjungfruns frieri, ovvero La proposta della fanciulla della foresta, dove al posto della strega dei boschi troviamo una fanciulla pagana. Questa variante del brano proviene dalla parrocchia di Näshulta, sempre nella contea di Södermanland.
La ballata racconta il disperato tentativo di una strega di sciogliere la maledizione che la affligge attraverso il matrimonio con il protagonista, ovvero ser Mannelig. Per riuscire nel suo intento, la creatura comincia a corteggiare insistentemente il giovane cavaliere, offrendogli una serie di doni straordinari. Il ragazzo, tuttavia, in quanto cristiano, non può accettare le offerte di una creatura diabolica: rifiuta così ogni regalo e scaccia la donna, lasciandola nello sconforto. Non si sa cosa succede dopo: forse la strega si tramuta in pietra dopo essere stata esposta alla luce del sole (come un troll) o forse ser Manneling viene ucciso proprio dalla donna. L'affermazione "Hon hade en falskeliger tunga" ("Aveva una lingua falsa/biforcuta"), nella prima strofa della canzone, sembra indicare che la strega stia facendo promesse vuote o false, ma questo dettaglio non deve essere sopravvalutato, poiché la variante del brano di Näshulta dice invece “Hon sjong med så rörande tunga” (“Cantava con una lingua così toccante”), quindi la strega pare onesta, almeno in questa versione.
Ser Manneling è un ungersven, un giovane cavaliere vergine, un paladino della fede cristiana. L'ungersven è un personaggio che ricorre spesso nelle ballate svedesi. Il termine bergatrollet (dal termine germanico trylle, "magia") non indica un troll di montagna, come comunemente ritenuto, ma una strega dei monti: un personaggio femminile legato al mondo pagano e dotato di poteri sovrannaturali. La ballata può essere letta come una trasposizione del conflitto avvenuto nel mondo germanico all'arrivo del cristianesimo, e in particolare dello scontro fra cultura cristiana (ser Mannelig) e tradizione pagana (la strega). Infatti, la conversione dell’Europa settentrionale è avvenuta lentamente e con numerosi passi indietro. Ad esempio, all’inizio del X secolo, in una lettera indirizzata al papa Giovanni I, l’arcivescovo di Reims scrisse, lamentandosi, che i Normanni, anche dopo essere stati battezzati e ribattezzati, continuavano a tornare alle loro abitudini pagane, uccidendo i fedeli e massacrando i sacerdoti. Anche se la religione degli Aesir stava affrontando una crisi che lasciava il via libera a nuove forme di credo, la mentalità delle agguerrite genti del Nord era rimasta più o meno la stessa: non si riusciva ad accettare un Dio umile, sofferente e sottomesso.
Altre varianti di questa canzone sono chiamate Herr Magnus och Hafstrollet (Ser Magnus e la strega del mare) e Hertig Magnus och Hafsfrun (Il duca Magnus e la sirena). Queste due versioni hanno dei punti in comune con Herr Bøsmer i elvehjem (danese) e Ungersven och havsfrun (svedese), ballate che, in alcune versioni, parlano di una sirena che va da un giovane cavaliere che dorme per chiedergli di venire a casa sua nel fiume (o nel mare). Il giorno dopo, il giovane ungersven esce a cavallo, cade nel fiume e così giunge dalla sirena. In altre varianti, il paladino riceve un filtro d'amore che gli fa dimenticare la sua famiglia e la sua fidanzata e che lo fa stare con la sirena; qualche volta la pozione è un veleno e il cavaliere muore. Esistono delle versioni di queste canzoni in cui, al posto della sirena, c'è una strega dei boschi, proprio come in Herr Manneling.
La fiaba dello scrittore danese Hans Christian Andersen La Sirenetta ha motivi paralleli alla ballata di Herr Mannelig in quanto la Sirenetta avrebbe ottenuto un'anima e la vita eterna soltanto se fosse riuscita a far innamorare il principe e a farlo convolare a nozze con lei.

## Testo
| Svedese 1. Bittida en morgon innan solen upprann Innan foglarna började sjunga Bergatrollet friade till fager ungersven Hon hade en falskeliger tunga (rit.) Herr Mannelig Herr Mannelig trolofven I mig För det jag bjuder så gerna I kunnen väl svara endast ja eller nej Om I viljen eller ej: 2. Eder vill jag gifva de gångare tolf Som gå uti rosendelunde Aldrig har det varit någon sadel uppå dem Ej heller betsel uti munnen 3. Eder vill jag gifva de qvarnarna tolf Som stå mellan Tillö och Ternö Stenarna de äro af rödaste gull Och hjulen silfverbeslagna 4. Eder vill jag gifva ett förgyllande svärd Som klingar utaf femton guldringar Och strida huru I strida vill Stridsplatsen skolen I väl vinna 5. Eder vill jag gifva en skjorta så ny Den bästa I lysten att slita Inte är hon sömnad av nål eller trå Men virkat av silket det hvita 6. Sådana gåfvor jag toge väl emot Om du vore en kristelig qvinna Men nu så är du det värsta bergatroll Af Neckens och djävulens stämma 7. Bergatrollet ut på dörren sprang Hon rister och jämrar sig svåra Hade jag fått den fager ungersven Så hade jag mistat min plåga |

## Cover
- Garmarna, nell'album Guds spelemän del 1996.
- Haggard, nell'album Eppur si muove del 2004.